# Begonia hookeriana
Begonia hookeriana là một loài thực vật có hoa trong họ Thu hải đường. Loài này được Gardner mô tả khoa học đầu tiên năm 1845.